# Poggio del Falchetto
Il poggio del Falchetto è un complesso montuoso dell'Appennino imolese, dalla caratteristica forma a U.

## Geografia fisica
Il Poggio del Falchetto è un importante spartiacque tra le valli del torrente Sillaro (a ovest) e del fiume Santerno (ad est). Nella conca tra le alture, alla base del monte la Pieve (508 m), nasce il torrente Sellustra, il principale affluente del Sillaro.
Il massiccio è composto dalle seguenti alture:
- Poggio del Falchetto (537 m);
- Monte Sassoleone (587 m);
- Sassonero (460 m).

Sebbene la vetta più alta sia quella di monte Sassoleone, da cui nasce quello che diventa poi, un poco più a valle, il torrente Acquabona, l'intero complesso prende il nome dal poggio del Falchetto in quanto esso è il più centrale ed è quello da cui si ha una vista migliore delle valli sottostanti; la vista sulla valle del Santerno che si dovrebbe avere sulla cima del monte Sassoleone, infatti, viene coperta dal monte la Pieve (508 m), che può essere considerato un'estrema propaggine del suddetto massiccio.

## Geografia politica
Il Poggio del Falchetto è compreso nel territorio di tre comuni: Monterenzio, Borgo Tossignano e Fontanelice, in provincia di Bologna.